# Hotel Le Plaza

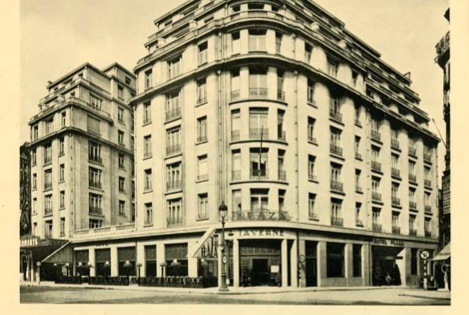
Exterior del hotel

El Hotel Le Plaza (en francés: Hôtel Le Plaza) es uno de los últimos hoteles independientes en Bruselas, Bélgica y también uno de los más antiguos. Fue construido a principios de los años treinta en un estilo Luis XVI, en el corazón de Bruselas. Bajo el reinado del rey Leopoldo II, Bruselas fue equipado con grandes bulevares y avenidas verdes. El Alcalde Jules Anspach (1829-1879) contribuyó a la transformación del paisaje urbano de la capital con la realización de la vía de la estación del Norte a la estación Sur. Es precisamente en esta vía que el Hotel Le Plaza fue construido y abrió sus puertas en el año 1930.